# Katya (spin)
Katya is een geslacht van spinnen uit de familie springspinnen (Salticidae).

## Soorten
De volgende soorten zijn bij het geslacht ingedeeld:
- Katya florescens Prószyński & Deeleman-Reinhold, 2010
- Katya ijensis Prószyński & Deeleman-Reinhold, 2010
- Katya inornata Prószyński & Deeleman-Reinhold, 2010